# لوونه
لوونه (به ایتالیایی: Levone) یک کومونه در ایتالیا است که در استان تورین واقع شده‌است.

## خصوصیات
لوونه ۵٫۴ کیلومترمربع مساحت و ۴۵۹ نفر جمعیت دارد و ۳۴۳ متر بالاتر از سطح دریا واقع شده‌است.